# ارمنستان در یونیورسیاد تابستانی ۲۰۱۹
ارمنستان در یونیورسیاد تابستانی ۲۰۱۹ که از ۳ تا ۱۴ ژوئیه در ناپل، ایتالیا برگزار شد به پرداخت. این کشور برنده یک مدال طلا و یک مدال نقره شد.

## مرور مدال

### مدال بر پایه ورزش
| مدال‌ها بر پایه ورزش | مدال‌ها بر پایه ورزش | مدال‌ها بر پایه ورزش | مدال‌ها بر پایه ورزش | مدال‌ها بر پایه ورزش |
| ------------------- | ------------------- | ------------------- | ------------------- | ------------------- |
| ژیمناستیک           | ۱                   | ۰                   | ۰                   | ۱                   |
| تکواندو             | ۰                   | ۰                   | ۱                   | ۱                   |
| مجموع               | ۱                   | ۰                   | ۱                   | ۲                   |

### مدال‌آوران
| مدال | نام                | ورزش      | رشته                | تاریخ   |
| ---- | ------------------ | --------- | ------------------- | ------- |
| طلا  | Artur Avetisyan    | ژیمناستیک | Men's rings         | ۷ ژوئیه |
| برنز | Sergey Vardazaryan | تکواندو   | 68 ک‌گ مردان (پروزن) | ۹ ژوئیه |